# Alfonso Rodríguez-Olmedo
Alfonso Rodríguez-Olmedo (Zamora, 10 marzo 1599 – Caaró, 15 novembre 1628) è stato un missionario e gesuita spagnolo.
Morì a Caaró, in Paraguay, abbattuto da un colpo di clava sulla testa inferitogli dall'aggressore del confratello Roque Gonzalez, in difesa del quale egli era accorso. 
I tre martiri del Río de la Plata, Roque Gonzalez, Juan del Castillo e Alfonso Rodriguez-Olmedo sono stati canonizzati il 16 maggio 1988 da papa Giovanni Paolo II e la loro memoria liturgica cade il 16 novembre.

## Biografia
Nato a Zamora il 10 marzo 1598, Alfonso Rodriguez entrò nella Compagnia di Gesù il 25 marzo 1614 e compì il suo noviziato a Villagarcía de Campos (Valladolid). Destinato alle missioni, fu inviato in Paraguay. 
Giunto a Buenos Aires nel 1617, Rodriguez proseguì la sua formazione di gesuita e gli studi in vista del sacerdozio. I corsi di filosofia e teologia ebbero luogo a  Córdoba, ove nel 1624 fu ordinato prete.
Considerato "uomo prudente e di buon senso", nel 1626 fu inviato nelle missioni interne, presso i Guaycurú, siti sull'altra sponda del fiume Paraguay. Fu il primo missionario ad apprendere la lingua dei Guaycurú, una delle più difficili della regione. La sua missione consisteva nel predicare il Vangelo e preparare, se possibile, la fondazione di una Riduzione per i Guaycurú,, che avrebbe facilitato l'attività missionaria e assicurato a loro una vita dignitosa.
Nel 1628 fu trasferito nelle missioni gesuite dei Guaraní nella zona del Rio Paraná, quindi a Itaipu e infine fu incaricato di accompagnare il confratello Roque González, che doveva fondare una missione a Caaró, sulla riva orientale del fiume Uruguay. I due religiosi vi giunsero il 1º novembre e, per commemorare la data, chiamarono la zona Toussaint (Ognissanti). Ma Nezu, stregone e cacicco di Ijui, si opponeva al progetto poiché temeva di perdere la propria influenza e diede ordine al cacicco di Caaró di uccidere i due missionari cristiani.
Il 15 novembre 1628 una folla si era raccolta sulla piazza del villaggio per assistere all'installazione della campana della cappella, quando apparve improvvisamente un gruppo di armati. Nella confusione che ne seguì Roque Gonzalez fu abbattuto con un colpo di clava sulla testa. Allertato, Alfonso Rodriguez uscì dalla chiesa e fu subito ucciso a colpi di clava. I loro corpi furono trascinati all'interno della chiesa che fu vandalizzata e bruciati insieme alle loro immaginette, libri, vestiti e oggetti religiosi. Juan del Castillo subì la medesima sorte due giorni dopo: fu assassinato il 17 novembre 1628.

## Memoria
Juan Eusebio Nieremberg, che fu condiscepolo di Alfonso Rodríguez-Olmedo durante i loro primi anni di formazione religiosa a Villagarcia, ne scrisse la biografia, come quelle di Roque Gonzalez e di Juan del Castillo, che fu suo condiscepolo a Madrid nel 1644.
Alfonso Rodriguez fu beatificato da papa Pio XI il 28 gennaio 1934 e canonizzato ad Asunción da Papa Giovanni Paolo II il 16 maggio 1988, in occasione della sua visita pastorale al Paraguay. I tre "martiri del Río de la Plata", Jean del Castillo, Roque González e Alfonso Rodriguez sono commemorati insieme il 15 novembre.